# Jiří Bicek
Jiří Bicek (* 3. prosince 1978, Košice) je slovenský hokejový útočník.

## Klubový hokej
Jiří Bicek byl draftován New Jersey Devils v roce 1997 ze 131. místa. Odehrál sedm sezón v Severní Americe, které však většinou strávil ve farmářském klubu Albany River Rats v AHL. V 62 zápasech NHL zaznamenal 6 branek a 7 přihrávek. V roce 2003 se stal po Stanovi Mikita druhým Slovensku hokejistou, který vyhrál Stanley Cup (a prvním, který měl v té době slovenské občanství).
Během výluky v NHL v sezóně 2004/05 hrál za HC Košice, zaznamenal 18 gólů a 23 asistencí. V následujícím ročníku působil v Leksands IF ve švédské Elitserien, před ročníkem 2006/07 podepsal roční smlouvu s dalším tamním klubem Brynäs IF Gävle. V září 2007 odehrál na turnaji Red Bull Salute zápas za domácí Salzburg proti Los Angeles Kings a vstřelil dva góly. Nový klubový kontrakt však uzavřel až v polovině listopadu – s Kaip Kuopio, v té době posledním mužstvem finské SM-Liiga. V 35 zápasech zaznamenal 27 bodů. Následující ročník hrával za JYP Jyväskylä, v jeho průběhu přestoupil do švýcarského EHC Biel. Další sezónu působil ve švédské Elitserien v klubu Södertälje SK.
Od ročníku 2010/11 hrál v české extralize, první dva roky za HC Rytíři Kladno, v průběhu třetího odešel na hostování do HC Karlovy Vary, které trvalo do konce sezóny. V ročníku 2013/14 hraje za HC Košice.

## Klubové statistiky
| Sezona  | Klub              | Soutěž     | Základní část | Základní část | Základní část | Základní část | Základní část | Základní část | Play off | Play off | Play off | Play off | Play off | Play off |
| Sezona  | Klub              | Soutěž     | Z             | G             | A             | B             | TM            | + / -         | Z        | G        | A        | B        | TM       | + / -    |
| ------- | ----------------- | ---------- | ------------- | ------------- | ------------- | ------------- | ------------- | ------------- | -------- | -------- | -------- | -------- | -------- | -------- |
| 1995/96 | HC Košice         | SE         | 32            | 12            | 19            | 31            | 16            | +34           |          |          |          |          |          |          |
| 1996/97 | HC Košice         | SE         | 44            | 11            | 14            | 25            | 20            | +22           | 7        | 1        | 3        | 4        |          |          |
| 1997/98 | Albany River Rats | AHL        | 50            | 10            | 10            | 20            | 22            | -3            | 13       | 11       | 6        | 7        | 4        | +6       |
| 1998/99 | Albany River Rats | AHL        | 79            | 15            | 45            | 60            | 102           | +23           | 5        | 2        | 2        | 4        | 2        | +2       |
| 1999/00 | Albany River Rats | AHL        | 80            | 7             | 36            | 43            | 51            | -23           | 4        | 0        | 2        | 2        | 0        | 0        |
| 2000/01 | New Jersey Devils | NHL        | 5             | 1             | 0             | 1             | 4             | 0             |          |          |          |          |          |          |
|         | Albany River Rats | AHL        | 73            | 12            | 29            | 41            | 73            | -3            |          |          |          |          |          |          |
| 2001/02 | New Jersey Devils | NHL        | 1             | 0             | 0             | 0             |               |               |          |          |          |          |          |          |
|         | Albany River Rats | AHL        | 62            | 15            | 19            | 34            | 45            | -30           |          |          |          |          |          |          |
| 2002/03 | New Jersey Devils | NHL        | 44            | 5             | 6             | 11            | 25            | +7            | 5        | 0        | 0        | 0        | 0        | -2       |
|         | Albany River Rats | AHL        | 24            | 4             | 10            | 14            | 28            | -7            |          |          |          |          |          |          |
| 2003/04 | New Jersey Devils | NHL        | 12            | 0             | 1             | 1             | 0             | 0             | 2        | 0        | 0        | 0        | 0        | -1       |
|         | Albany River Rats | AHL        | 55            | 12            | 18            | 30            | 37            | -8            |          |          |          |          |          |          |
| 2004/05 | HC Košice         | SE         | 54            | 18            | 23            | 41            | 69            | +13           | 10       | 6        | 8        | 14       | 4        | +10      |
| 2005/06 | Leksands IF       | Elitserien | 50            | 16            | 12            | 28            | 48            | -8            | 10       | 2        | 2        | 4        | 14       | -4       |
| 2006/07 | HC Košice         | SE         | 14            | 3             | 5             | 8             | 8             | +2            |          |          |          |          |          |          |
|         | Brynäs IF         | Elitserien | 35            | 8             | 9             | 17            | 34            | -3            | 6        | 2        | 1        | 3        | 39       | +1       |
| 2007/08 | KalPa Kuopio      | SM-liiga   | 35            | 13            | 14            | 27            | 32            |               |          |          |          |          |          |          |
| 2008/09 | JYP Jyväskylä     | SM-liiga   | 33            | 7             | 8             | 15            | 16            | +9            |          |          |          |          |          |          |
|         | EHC Biel          | NLA        | 15            | 1             | 4             | 5             | 4             |               | 11       | 4        | 7        | 11       | 22       |          |
| 2009/10 | Södertälje SK     | Elitserien | 44            | 5             | 2             | 7             | 22            | -5            | 10       | 2        | 2        | 4        | 16       | 3        |
| 2010/11 | HC Prešov         | 1. SHL     | 2             | 0             | 1             | 1             | 0             | 0             |          |          |          |          |          |          |
|         | HC Rytíři Kladno  | ČE         | 35            | 10            | 10            | 20            | 24            | -2            | 9        | 6        | 2        | 8        | 4        | +2       |
| 2011/12 | HC Rytíři Kladno  | ČE         | 50            | 13            | 12            | 25            | 22            | -13           | 3        | 1        | 2        | 3        | 0        | -1       |
| 2012/13 | HC Rytíři Kladno  | ČE         | 17            | 2             | 2             | 4             | 4             | -2            |          |          |          |          |          |          |
|         | HC Karlovy Vary   | ČE         | 25            | 4             | 10            | 14            | 2             | -3            | 2        | 0        | 0        | 0        | 0        | 0        |
| 2013/14 | HC Košice         | SE         | 16            | 4             | 4             | 8             | 4             | -2            |          |          |          |          |          |          |
|         | Celkem v NHL      |            | 62            | 6             | 7             | 13            | 29            |               | 7        | 0        | 0        | 0        | 0        |          |

## Reprezentace
Trenér Jozef Golonka ho jako osmnáctiletého nominoval na MS 1997, skóroval proti domácímu Finsku. Po dvanácti letech se zúčastnil dalšího světového šampionátu, když byl členem reprezentačního výběru Jána Filce na MS 2009 ve Švýcarsku.
V slovenské reprezentaci spolu odehrál 39 zápasů, zaznamenal 4 góly.
Statistiky reprezentace na Mistrovstvích světa a Olympijských hrách:
| Turnaj            | Místo konání                      | Z  | G | A | B | Umístění  | Soupisky         |
| ----------------- | --------------------------------- | -- | - | - | - | --------- | ---------------- |
| MS 1997           | Finsko (Helsinky, Turku, Tampere) | 8  | 1 | 0 | 1 | 9. místo  | Soupiska MS 1997 |
| MS 2009           | Švýcarsko (Bern, Kloten)          | 6  | 0 | 0 | 0 | 10. místo | Soupiska MS 2009 |
| Celkem na MS (2x) |                                   | 14 | 1 | 0 | 1 |           |                  |

### Juniorská reprezentace
| Soutěž       |   |   |   |   |    |
| Soutěž       | Z | G | A | B | TM |
| ------------ | - | - | - | - | -- |
| ME 18 B 1995 | 5 | 6 | 1 | 7 | 0  |
| MS 20 1996   | 6 | 2 | 5 | 7 | 4  |
| ME 18 1996   | 5 | 1 | 3 | 4 | 18 |
| MS 20 B 1997 | 6 | 2 | 1 | 3 | 4  |

## Rodina
Jiří Bicek má české křestní jméno, protože jeho otec pochází z Moravy. Jeho manželka je dcera bývalého slovenského hokejisty a trenéra Vincenta Lukáče.